# Sigloy
Sigloy är en kommun i departementet Loiret i regionen Centre-Val de Loire strax norr Frankrikes mitt. Kommunen ligger i kantonen Jargeau som tillhör arrondissementet Orléans. År 2022 hade Sigloy 660 invånare.

## Befolkningsutveckling
Antalet invånare i kommunen Sigloy
| Referens: INSEE |